# Osteospermum australe
Osteospermum australe es una especie de planta floral del género Osteospermum, tribu Calenduleae, familia Asteraceae. Fue descrita científicamente por B. Nord.
Se distribuye por África: Sudáfrica (al oeste de la provincia del Cabo).